# Pitkä-Petäinen
Pitkä-Petäinen är en sjö i kommunen Suonenjoki i landskapet Norra Savolax i Finland. Sjön ligger 125,1 meter över havet. Den är 6,8 meter djup. Arean är 90 hektar och strandlinjen är 10,89 kilometer lång. Sjön  ingår i Kymmene älvs huvudavrinningsområde.   Den ligger omkring 32 kilometer sydväst om Kuopio och omkring 310 kilometer norr om Helsingfors. 